# La Loge-Pomblin
La Loge-Pomblin  ist eine französische Gemeinde mit 58 Einwohnern (Stand 1. Januar 2022) im Département Aube in der Region Grand Est. Sie gehört zum Arrondissement Troyes  und zum Kanton Les Riceys.

## Nachbargemeinden
Nachbargemeinden von La Loge-Pomblin  sind Les Loges-Margueron und Metz-Robert im Nordosten, Chaource im Osten, Les Granges im Südosten, Turgy im Süden und Avreuil im Südwesten.

## Bevölkerungsentwicklung
| Jahr      | 1962 | 1968 | 1975 | 1982 | 1990 | 1999 | 2012 | 2018 |
| Einwohner | 99   | 79   | 63   | 82   | 68   | 57   | 66   | 68   |